# Žores Ivanovič Alfjorov
Žores Ivanovič Alfjorov (tudi /nepravilno/ Alferov; rusko Жорес Иванович Алфёров/Алферов; belorusko Жарэс Іва́навіч Алфёраў), ruski fizik beloruskega rodu, * 15. marec 1930, Vitebsk, Sovjetska zveza (sedaj Belorusija), † 2. marec 2019.
Alfjorov je leta 2000 prejel Nobelovo nagrado za fiziko skupaj s Kroemerjem in Kilbyjem. Od 1995 je bil tudi poslanec v spodnjem domu ruskega parlamenta - državni dumi.
Po njem se imenuje asteroid glavnega pasu 3884 Alfjorov (3884 Alferov).